# Oxathridia
Oxathridia es un género de escarabajos longicornios de la tribu Acanthocinini que contiene una sola especie, Oxathridia roraimae. La especie fue descrita por Gilmour en 1963.
Se distribuye por Brasil, Guyana y Venezuela. Mide aproximadamente 11,5 milímetros de longitud.